# Water Makes Money
Pour plus de détails, voir Fiche technique et Distribution.
Water Makes Money est un film documentaire indépendant (financé à hauteur de 120 000 euros par des dons de municipalités ou de particuliers) de Leslie Franke et Herdolor Lorenz, sur la thématique de la gestion de l'eau potable en France et en Europe.

## Synopsis
L'enquête menée par les auteurs amène à comprendre les enjeux de la gestion de l'eau (entreprises multinationales et communes), entre « partenariat public-privé » (proche de la privatisation) et ses dérives de corruption, et régie (service public) des collectivités qui résistent en se réappropriant ce bien commun (exemple : la Mairie de Paris).

## Réaction de Veolia
Veolia Environnement a poursuivi pour diffamation le documentaire. Le 28 mars le tribunal de première instance a prononcé son jugement  donnant raison à l'équipe du documentaire dans tous les cas mentionnant la corruption de membres de conseils communaux. Ces accusations, conclut le tribunal, sont suffisamment justifiées dans le film et par les dépositions des témoins qui ont paru devant le tribunal. Elles sont donc justes et ne peuvent pas être qualifiées de diffamatoires.  Le tribunal conclut donc que Veolia est coupable de corruption d'agents publics. Il reste à voir s'il est donné à la suite de ce constat.
Seul un point de la plainte de Veolia est maintenu. Jean-Luc Touly dit dans le film que Veolia a intenté une série d'actions contre lui qu'il aurait cependant toutes gagnées, et que Veolia lui a offert un million d'euros s'il s'abstenait de publier son livre. Or Jean-Luc Touly a gagné toutes les plaintes[pas clair], sauf une, où il a été condamné à éliminer un court passage de son livre et à payer un euro symbolique à Veolia, et il n'a pas pu prouver l'offre d'un million d'euros faute de témoins. Sur ce point, le tribunal donne raison à Véolia et condamne Jean-Luc Touly et le distributeur français du film à un payement avec sursis de 1 000 respectivement 500 euros et à un euro de dommages chacun, payables à Veolia[pas clair].

## Diffusion
Le film est diffusé sur Arte le 22 mars 2011.

## Fiche technique
- Réalisation : Leslie Franke et Herdolor Lorenz
- Scénario : Leslie Franke, Markus Henn et Hermann Lorenz
- Production : Achille Du Genestoux
- Musique originale : Hinrich Dageför et Stefen Wulf
- Photographie : Stefan Corinth et Lorenzo De Bandini
- Montage : Véronique Cabois - Hermann Dolores et Leslie Franke
- Son : Leslie Franke
- Genre : documentaire
- Sociétés de Production : Kern Filmproduktion - La Mare Aux Canards - ZDF/Arte - Filmförderung Hamburg Schleswig-Holstein
- Société de distribution : La Mare Aux Canards (France) (cinéma)
- Durée : 82 minutes
- Pays :  Allemagne |  France
- Langue : français
- Date de diffusion : 
  -  France : 22 mars 2011